# Église Notre-Dame de Pont-Salomon
Pour les articles homonymes, voir église Notre-Dame.
L'église Notre-Dame de Pont-Salomon est une église catholique située en France sur la commune de Pont-Salomon, dans la région Auvergne-Rhône-Alpes.

## Localisation
L'église est située dans le département français de la Haute-Loire, sur la commune de Pont-Salomon, dans l'ancienne région administrative d'Auvergne.

## Historique
L'église néo-romane, conçue par l'architecte Auguste Leroux entre 1867 et 1870, a été érigée dans un contexte où le village était précédemment partagé entre trois paroisses distinctes. La paroisse correspondante a été officiellement établie en 1872, à la suite de la construction d'un presbytère. Selon la tradition, l'église aurait été planifiée et financée par des souscriptions de la part de la société Dorian-Holtzer Jackson & Cie. Elle aurait été érigée sur des terrains appartenant à l'usine et aurait été la propriété de celle-ci pendant environ un an avant d'être généreusement offerte, aux côtés de la cure, à la commune.

## Description
L'église présente un chevet polygonal, une nef accompagnée de deux bas-côtés, et un clocher qui évoque l'architecture médiévale défensive par sa structure carrée et la présence d'éléments ressemblant à des mâchicoulis. À l'intérieur, on trouve un décor sculpté élaboré, comprenant des chapiteaux, une tribune, des autels, ainsi qu'un ensemble de vitraux.

## Protection
L'église est inscrite au titre des monuments historiques par arrêté du 19 mai 2003.